# Radical 84
气 est un caractère chinois (appelé hanzi en chinois, hanja en coréen, kanji en japonais et Hán tự en vietnamien, les quatre langues nationales l'ayant utilisé). C'est un pictogramme représentant l'image d'un souffle de vent, et non un idéogramme ou un idéophonogramme. C'est le radical 84, dans l'ordre des dictionnaires de caractères chinois.
En japonais, 气 (air) est une clé de kanji composée de 4 traits. C'est une clef de base et le caractère n'est pas employé seul en japonais.
En vietnamien, 气, la prononciation Hán-Việt est khí.